# Puya santosii
Puya santosii är en gräsväxtart som beskrevs av José Cuatrecasas. Puya santosii ingår i släktet Puya och familjen Bromeliaceae.

## Underarter
Arten delas in i följande underarter:
- P. s. santosii
- P. s. verdensis